# Polla voraria
Polla voraria là một loài bướm đêm trong họ Geometridae.